# Podolsk
Podolsk (tiếng Nga: Подо́льск) là thành phố công nghiệp và là thủ phủ của huyện Podolsky, thuộc tỉnh Moskva, Nga. Thành phố nằm trên bờ sông Pakhra (một nhánh của sông Moskva). Đây là thành phố lớn nhất trong tỉnh Moskva, với dân số 183.100 người năm 2010, 180.963 người theo thống kê năm 2002, 209.178 người theo thống kê năm 1989, 183.000 theo thống kê năm 1974, 129.000 theo thống kê năm 1959, 72.000 theo thống kê năm 1939.

## Lịch sử
Thành phố Podolsk phát triển nên từ làng Podol, hồi thế kỷ 18 vẫn là một bộ phận của Tu viện Danilov ở Moskva. Podolsk trở thành thành phố theo sắc lệnh của Nữ hoàng Ekaterina II vào năm 1791. Vào thời điểm đó, Nga đang phân chia lại đất đai để hình thành nên các khu vực lớn, chỉ định các thống đốc và thành lập thành phố mới.
Trước Cách mạng Nga, Podolsk là một trong các thành phố công nghiệp lớn ở Nga. Một xưởng sản xuất máy may của Singer đã được thành lập tại đây.
Gia đình Ulyanov từng sinh sống tại Podolsk. Vladimir Lenin đã ghé thăm thành phố một vài lần và thậm chí còn có một ngôi nhà ở đó. Vào năm 1900, ông tổ chức một cuộc họp tại Podolsk với những người dân chủ xã hội từ Moskva và các thành phố khác đến để tranh thủ sự ủng hộ của họ đối với tờ báo Tia sáng, khi đó đã trong quá trình in ấn.
Vào năm 1971, Podolsk được trao Huân chương Lao động Cờ đỏ. Trong thời kỳ Liên Xô, Podolsk là một trong các trung tâm công nghiệp chính của tỉnh Moskva. Có thời điểm có hơn 70 nhà máy hoạt động trong thành phố. Phần lớn người dân làm việc trong các nhà máy này.

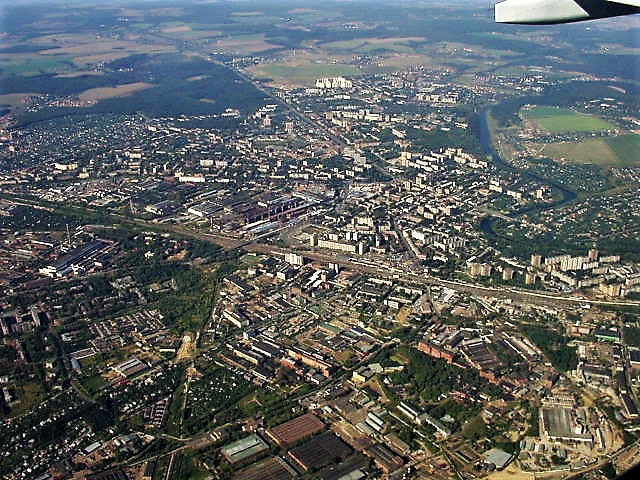
Cảnh quan Podolsk nhìn từ trên không.

## Thành phố kết nghĩa
Podolsk kết nghĩa với các thành phố sau:
- Amstetten, Áo
- Bălţi, Moldova
- Bar, Montenegro
- Barysau, Belarus
- Chernivtsi, Ukraina
- Hành Dương, Hồ Nam, Trung Quốc
- Kavarna, Bulgaria
- Kladno, Cộng hòa Séc
- Ohrid, Macedonia
- Saint-Ouen, Pháp
- Shumen, Bulgaria
- Sukhumi, Abkhazia [3][4]
- Trier-Land, Đức
- Vanadzor, Armenia
- Warmińsko-mazurskie, Ba Lan